# Bacbac
Bacbac (Bacbac Island) es una isla situada en Filipinas, adyacente a la de Busuanga, isla que forma parte del grupo de Calamianes.
Administrativamente forma parte del barrio de Nueva Busuanga (New Busuanga) del municipio filipino de tercera categoría de Busuanga perteneciente a la provincia  de Paragua en Mimaro,  Región IV-B.

## Geografía
Isla Busuanga es  la más grande del Grupo Calamian situado a medio camino entre las islas de Mindoro (San José) y de Paragua (Puerto Princesa), con el Mar de la China Meridional a poniente y el mar de Joló a levante. Al sur de la isla están las otras dos islas principales del Grupo Calamian: Culión y  Corón.
Bac Bac se encuentra en la bahía de Gutob que se abre al  Mar de la China Meridional, tiene aproximadamente 1.700 metros de largo, en dirección norte-sur, y unos 820 metros en su línea de mayor anchura.
Situada al junto a Isla Calauit, dista escasos 570 metros de la costa de Nueva Busuanga, a levante (fondeadero de Jutob Jutob Anchorage) , y 2.000 metros de la de San Rafael, a levante.
Al sur se encuentran dos islas; Compare, a unos 560 metros y Manoloba, a 820 metros, ambas del barrio de San Isidro.